# Plagiomima faceta
Plagiomima faceta är en tvåvingeart som beskrevs av Henry J. Reinhard 1957. Plagiomima faceta ingår i släktet Plagiomima och familjen parasitflugor. Inga underarter finns listade i Catalogue of Life.